# Осён-э-Англь
Осён-э-Англь (фр. Ossun-ez-Angles, окс. Aussun eths Angles) — коммуна во Франции, находится в регионе Юг — Пиренеи. Департамент — Верхние Пиренеи. Входит в состав кантона Лурд-Эст. Округ коммуны — Аржелес-Газост.
Код INSEE коммуны — 65345.

## География
Коммуна расположена приблизительно в 670 км к югу от Парижа, в 130 км юго-западнее Тулузы, в 17 км к югу от Тарба.

## Климат
Климат умеренно-океанический с солнечной тёплой погодой и обильными осадками на протяжении практически всего года.

## Население
Население коммуны на 2010 год составляло 38 человек.
| 1962 | 1968 | 1975 | 1982 | 1990 | 1999 | 2010 |
| ---- | ---- | ---- | ---- | ---- | ---- | ---- |
| 43   | 36   | 24   | 18   | 19   | 32   | 38   |

## Администрация
| Период | Период | Фамилия        | Партия | Примечания |
| ------ | ------ | -------------- | ------ | ---------- |
| 2001   | 2020   | Жан-Марк Дюкло |        |            |

## Экономика
В 2010 году среди 27 человек трудоспособного возраста (15-64 лет) 20 были экономически активными, 7 — неактивными (показатель активности — 74,1 %, в 1999 году было 62,5 %). Из 20 активных жителей работали 18 человек (14 мужчин и 4 женщины), безработных было 2 (0 мужчин и 2 женщины). Среди 7 неактивных 1 человек был учеником или студентом, 2 — пенсионерами, 4 были неактивными по другим причинам.